# Teyleria
Teyleria es un género monotípico de plantas con flores  perteneciente a la familia Fabaceae. Su única especie:  Teyleria koordersii, es originaria de China e Indonesia.

## Taxonomía
Teyleria koordersii fue descrita por Cornelis Andries Backer y publicado en Journal of Botany, British and Foreign 66: 141. 1928.
Sinonimia
- Glycine hainanensis Merr. & F.P.Metcalf
- Glycine koordersii Backer ex Koorders-Schumacher[1]